# Сусіди (телесеріал)
«Сусіди» (англ. Neighbours) — австралійська мильна опера, створена Реґом Вотсоном. Показ відбувся вперше на телеканалі Seven Network 18 березня 1985 року.

## Сюжет
У телесеріалі йдеться про життя звичайних людей, що живуть у вигаданому передмісті Мельбурна — Ерінсборо, на вулиці Рамсі, комплекс Ласситер, який включає в себе бар, готель, кафе, поліційний відділок та парк. Серіал розпочався з трьох сімей: Ремсі, Робінсонів та Кларків.

## У ролях
| Актор        | Роль                        |
| ------------ | --------------------------- |
| Еліза Тейлор | Джанай Тіммінс              |
| Зої Бертрам  | Лорейн Довскі / Фей Бреннан |
| Рассел Кроу  | Кенні Ларкін                |
| Ґай Пірс     | Майк Янґ                    |
| Рада Мітчелл | Кетрін О'Брайєн             |
| Даяна Кегілл | Міранда Келлі               |
| Кейт Коул    | Райлі                       |
| Марго Роббі  | Донна Фрідмен Браун         |